# Laurent Lokoli
Laurent Lokoli (sinh ngày 18 tháng 10 năm 1994) là tay vợt quần vợt người Pháp. Anh ta là con trai của cầu thủ bóng đá trước đây là Dominique Lokoli.

## Sự nghiệp
Lokoli nhận vé đặc cách cho vòng loại giải quần vợt Pháp Mở rộng 2014. Anh ta thắng ba trận vòng loại và tham dự vòng đấu chính thức ở vòng một, nơi anh ta đã thua Steve Johnson.